# Esterholz
Esterholz är ett kommunfritt område i Landkreis Donau-Ries i Regierungsbezirk Schwaben i förbundslandet Bayern i Tyskland.